# Hugo Barra
Hugo Barra est un informaticien brésilien, né le 28 octobre 1976 à Belo Horizonte. Il est actuellement responsable de la réalité virtuelle chez Facebook après avoir été vice-président chez Xiaomi Global, et anciennement responsable du développement du système d'exploitation Android chez Google.

## Biographie

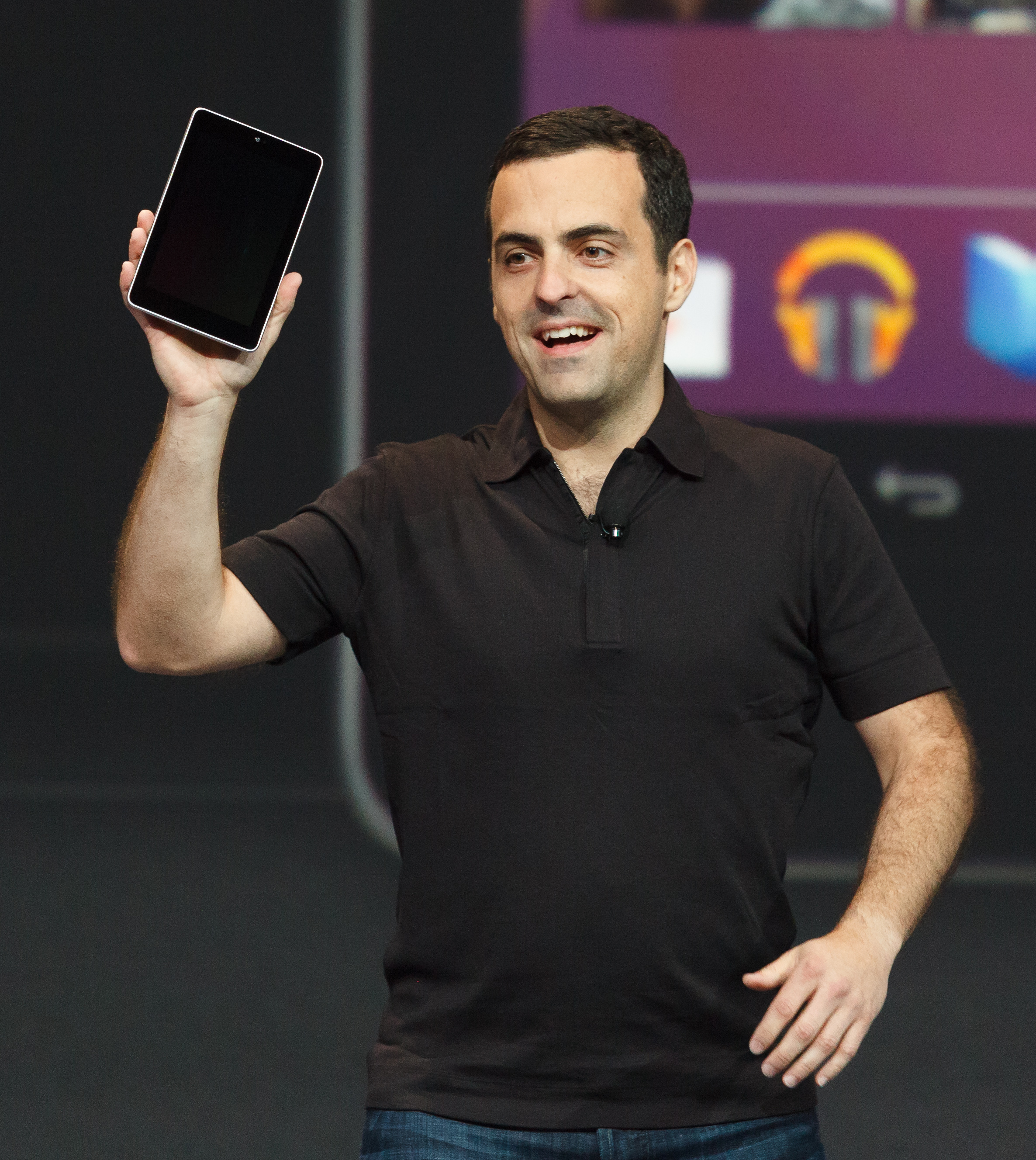
Hugo Barra présentant la Nexus 7

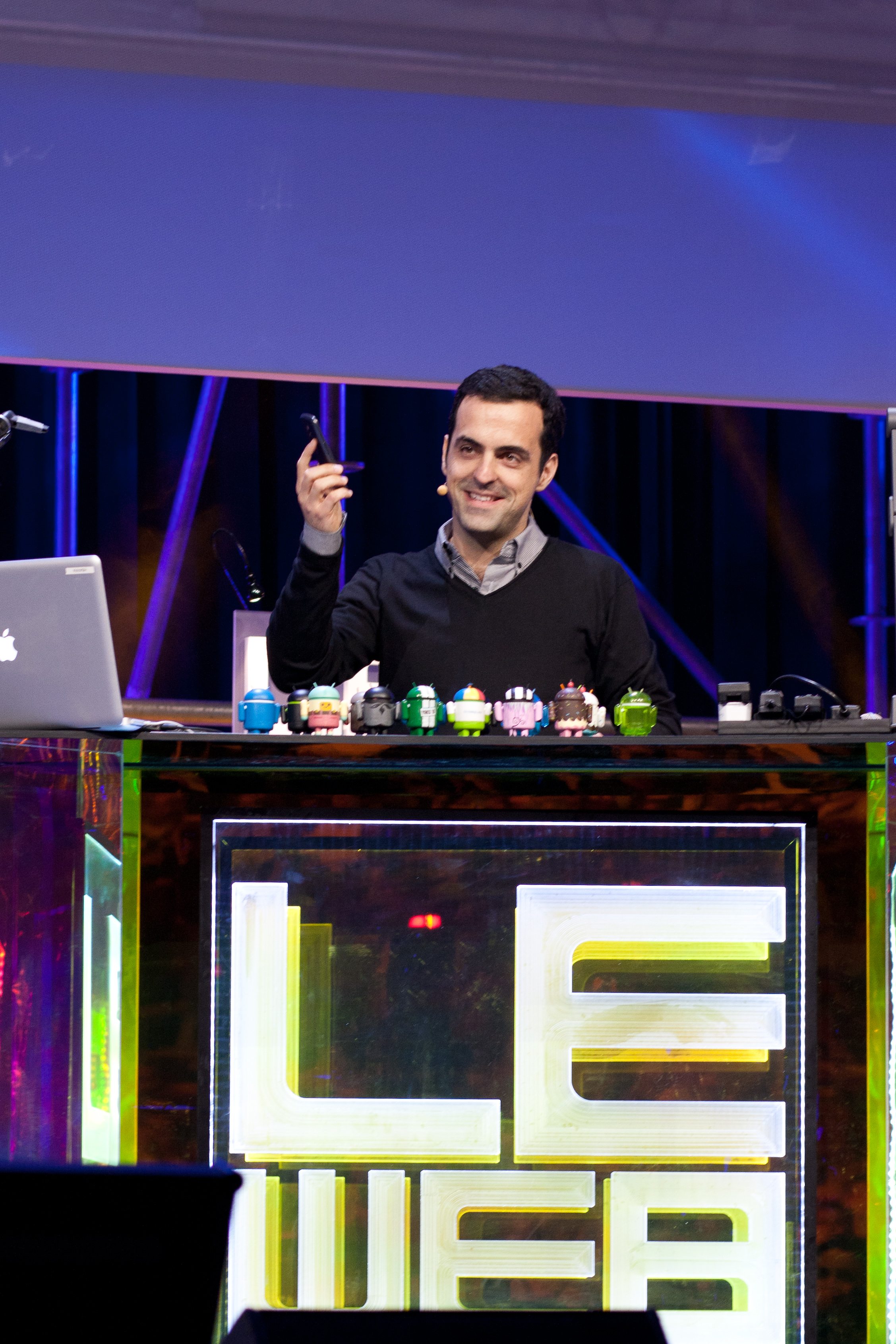
Hugo Barra, lors de la conférence Le Web 2013

Hugo Barra a fréquenté les écoles primaires et secondaires au Collège Pythagore à Belo Horizonte au Brésil et en 1995, il s'inscrit à l'Université fédérale du Minas Gerais, il choisit sa spécialisation en génie électrique. En 1996, il est passé à l'Institut de technologie du Massachusetts à Cambridge. Alors qu'il était étudiant là-bas, il a travaillé au Media Lab et au Laboratoire d'intelligence artificielle et d'informatique de l'Institut de technologie du Massachusetts. Il avait également fait des stages à Netscape Communications, Walt Disney Imagineering, Merrill Lynch et McKinsey & Company.

### LOBBY7 et Nuance Communications
En 2000, Hugo Barra a co-fondé une startup de fabrication de services sans fil, nommé LOBBY7 avec ses camarades du MIT. LOBBY7 fourni un logiciel de reconnaissance vocale mobile. La société a été acquise par ScanSoft en 2003, qui est devenu Nuance Communications en 2005 par voie de fusion. Hugo Barra a occupé divers postes à Nuance Communications dans la gestion des produits, marketing des produits et du développement commercial.

### Google
Barra a rejoint Google à Londres en mars 2008 en tant que Chef de produit pour la branche Google Mobile En 2010, Barra a rejoint l'équipe d'Android, travaillant avec le fondateur d'Android Andy Rubin.
De 2010 à 2013, le rôle d'Hugo Barra est élargi et devient le porte-parole des produits de l'équipe Android. La participation de Barra sur les produits inclus l'ensemble de l'écosystème d'Android, de logiciels et de matériel, y compris le lancement des systèmes d'exploitations Honeycomb, Ice Cream Sandwich, Jelly Bean et KitKat, les smartphones Nexus 4, Nexus 5 et les tablettes tactiles Nexus 7 et Nexus 10.
Le mandat de Barra a été marquée par une croissance significative dans les produits Android : en août 2010, l'OS de Google, Android explose les records avec 200.000 terminaux activés par jour et continue de croître à 1,5 million d'activations de terminaux par jour en juillet 2013, pour atteindre un milliard d'appareils activés au total en août 2013.

### Xiaomi
En septembre 2013, Barra a quitté Google pour le fabricant chinois de smartphone Xiaomi, en tant que vice-président, son rôle sera de faire évoluer Xiaomi afin que l'entreprise puisse se déployer à l'international. Il a pris ses fonctions de vice-président à partir d'Octobre 2013.
Depuis qu'Hugo Barra a rejoint Xiaomi, l'entreprise est arrivée à se déployer à Singapour, en Malaisie, aux Philippines, en Inde et en Indonésie. La firme prévoit de se déployer par la suite au Brésil, au Vietnam, en Russie, en Turquie, en Thaïlande et au Mexique.
En janvier 2017, Barra annonce sa démission de chez Xiaomi.

### Facebook
À la suite de son départ de Xiaomi, Hugo Barra rejoint Facebook en tant que vice-président de la réalité virtuelle. Il y dirigera les activités de l'équipe Oculus.